# Fundação Cultural de Igrejinha
A Fundação Cultural de Igrejinha foi criada através da Lei Municipal 971 de 1987 para cultivar a cultura da do município. Esta instituição, mantida pela prefeitura, mantém a Biblioteca Pública Municipal - com mais de 22 000 obras, a discoteca Elis Regina - com um acervo de milhares de discos de vinil, o Coral Municipal, o Museu Professor Gustavo Adolfo Koetz, uma galeria de arte com obras de artistas locais, e o grupo de danças folclóricas alemãs Kirchleinburg .